# Samuel Honrubia
Samuel Honrubia (nascut el 5 de juliol de 1986 a Béziers) és un jugador d'handbol francès, que juga d'extrem esquerre pel Paris Saint-German Handball i per la selecció francesa d'handbol. Va començar la seva carrera al Montpellier Handball, i va participar en els Jocs Olímpics de 2012, on França va arribar a la final.

## Carrera
- ? : Montagnac HB (França)
- ? : HBC Clermont-Salagou (França)
- ? : CREPS Montpellier (França)
- 2001 - 201] : Montpellier Handball (França)
- 2012 - ... : Paris Saint-Germain Handball (França)